# Данилюк, Леонид Семёнович
Леонид Семёнович Данилюк (3 мая 1919 - 24 сентября 1986) — подполковник Советской Армии, участник Великой Отечественной войны, Герой Советского Союза (1945).

## Биография
Леонид Данилюк родился 3 мая 1919 года в деревне Студёнка (ныне — Быховский район Могилёвской области Белоруссии) в семье служащего. Окончил десять классов школы, затем Могилёвский педагогический институт, после чего работал директором Борколабовской начальной средней школы. В октябре 1939 года Данилюк был призван на службу в Рабоче-крестьянскую Красную Армию. В 1941 году он окончил Тбилисское артиллерийское училище. С августа того же года — на фронтах Великой Отечественной войны. К апрелю 1945 года майор Леонид Данилюк командовал 1822-м самоходно-артиллерийским полком 1-го механизированного корпуса 2-й гвардейской танковой армии 1-го Белорусского фронта. Отличился во время боёв в Германии.
19 апреля 1945 года в бою за город Бернау, когда наступление советских танковых подразделений было приостановлено сопротивлением противника, Данилюк со своим полком атаковал немецкие позиции с фланга, а затем, находясь в головной машине, вызвал огонь на себя. Самоходная установка получила повреждения, но Данилюк, продвинувшись вперёд, уничтожил противотанковое орудие и ворвался непосредственно на окраину Бернау. Всего же за период с 16 по 25 апреля 1945 года полк Данилюка нанёс противнику серьёзный урон в боевой технике и живой силе.
Указом Президиума Верховного Совета СССР от 31 мая 1945 года майор Леонид Данилюк был удостоен высокого звания Героя Советского Союза с вручением ордена Ленина и медали «Золотая Звезда» за номером 5847.
В 1955 году в звании подполковника Данилюк был уволен в запас. Проживал и работал в Харькове, Могилёве, Рогачёве, Быхове. Умер 24 сентября 1986 года, похоронен в Быхове.
Был также награждён тремя орденами Красного Знамени, двумя орденами Отечественной войны 1-й степени, орденом Отечественной войны 2-й степени, рядом медалей.
В честь Данилюка была названа одна из школ в Бернау.